# Saint-Denis-d'Orques
Saint-Denis-d'Orques is een gemeente in het Franse departement Sarthe (regio Pays de la Loire) en telt 858 inwoners (2004). De plaats maakt deel uit van het arrondissement La Flèche.

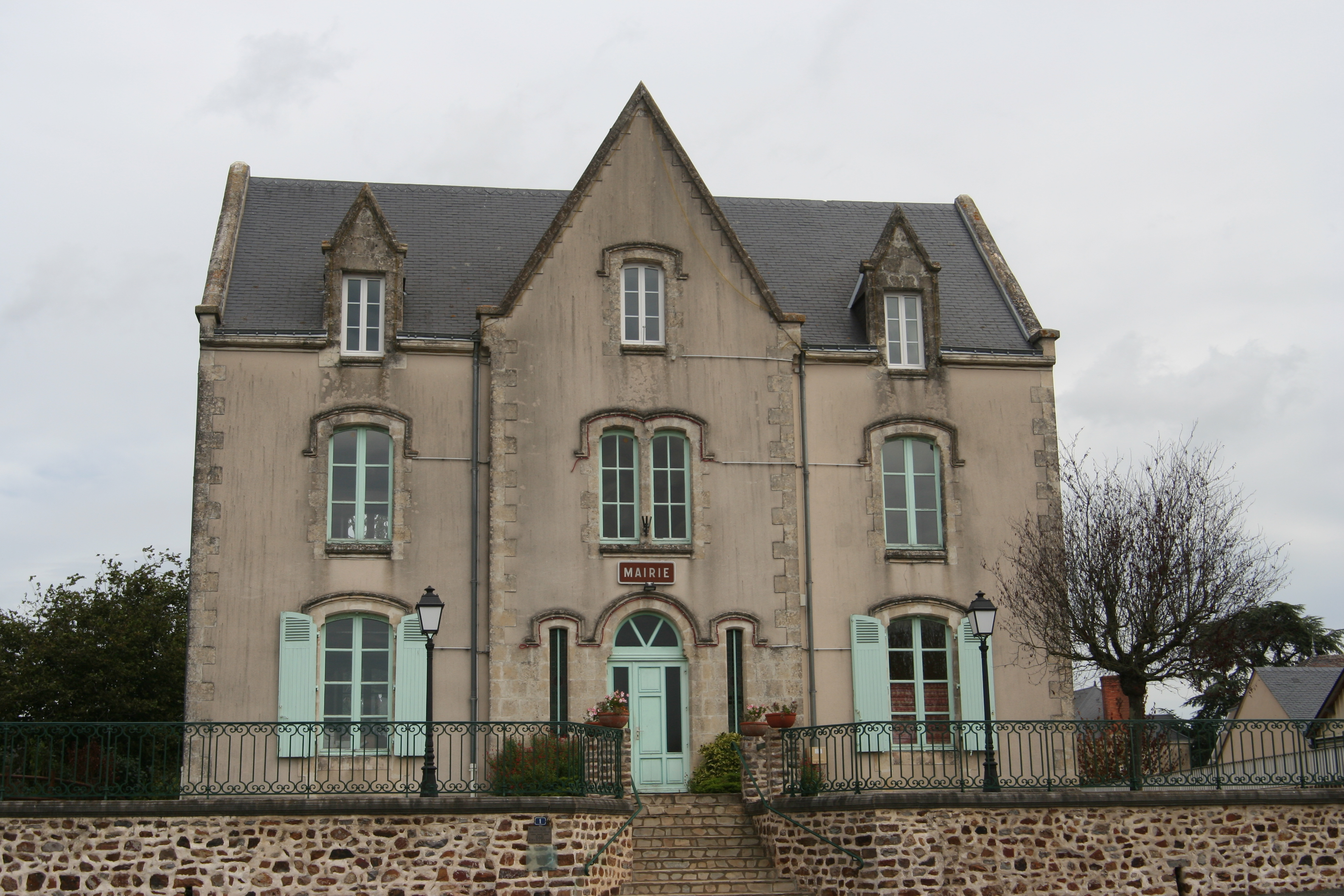
Gemeentehuis
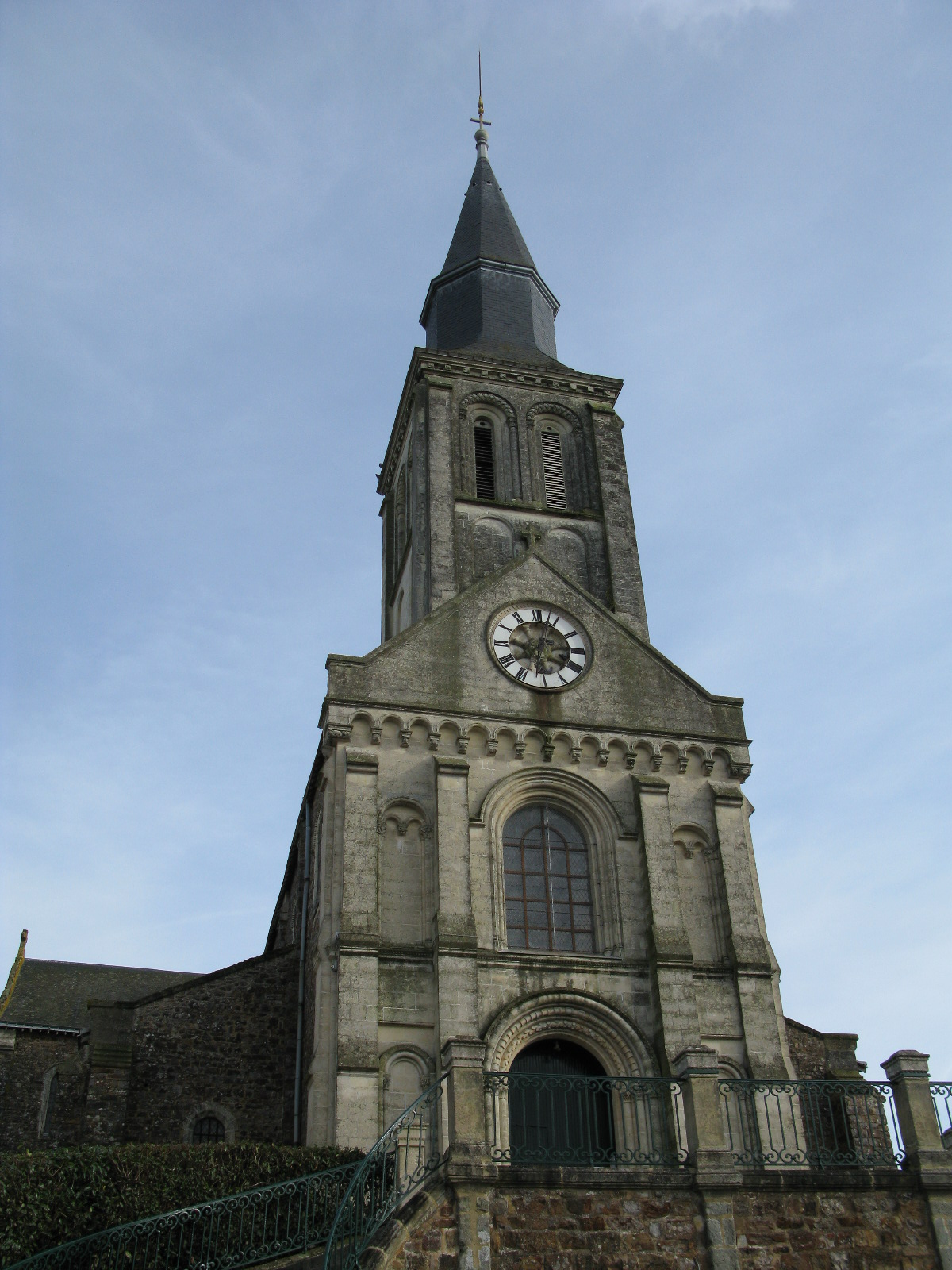
Kerk van Saint-Denis-d'Orques

## Geografie
De oppervlakte van Saint-Denis-d'Orques bedraagt 46,2 km², de bevolkingsdichtheid is 18,6 inwoners per km².
De onderstaande kaart toont de ligging van Saint-Denis-d'Orques met de belangrijkste infrastructuur en aangrenzende gemeenten.

## Demografie
Onderstaande figuur toont het verloop van het inwonertal (bron: INSEE-tellingen).
1. ↑  Populations de référence 2022.